# Stazione meteorologica di Savona
La stazione meteorologica di Savona è la stazione meteorologica di riferimento relativa alla città di Savona.

## Coordinate geografiche
La stazione meteorologica si trova nell'Italia nord-occidentale, in Liguria, nel comune di Savona, a 63 metri s.l.m. e alle coordinate geografiche 44°19′N 8°28′E.

## Dati climatologici
In base alla media trentennale di riferimento 1961-1990, la temperatura media del mese più freddo, gennaio, si attesta a +7,5 °C; quella del mese più caldo, luglio, è di +24,1 °C.
Le precipitazioni medie annue, attorno agli 800 mm, distribuite mediamente in 66 giorni, con minimo in estate e picco in autunno .
| Savona                             | Mesi   | Mesi   | Mesi   | Mesi   | Mesi   | Mesi   | Mesi   | Mesi   | Mesi   | Mesi   | Mesi   | Mesi   | Stagioni | Stagioni | Stagioni | Stagioni | Anno |
| Savona                             | Gen    | Feb    | Mar    | Apr    | Mag    | Giu    | Lug    | Ago    | Set    | Ott    | Nov    | Dic    | Inv      | Pri      | Est      | Aut      | Anno |
| ---------------------------------- | ------ | ------ | ------ | ------ | ------ | ------ | ------ | ------ | ------ | ------ | ------ | ------ | -------- | -------- | -------- | -------- | ---- |
| T. max. media (°C)                 | 10,3   | 11,6   | 14,2   | 17,6   | 20,9   | 25,0   | 28,0   | 27,8   | 24,7   | 20,1   | 14,7   | 11,6   | 11,2     | 17,6     | 26,9     | 19,8     | 18,9 |
| T. min. media (°C)                 | 4,6    | 5,2    | 7,6    | 10,5   | 13,8   | 17,3   | 20,1   | 20,0   | 17,6   | 13,5   | 8,6    | 5,8    | 5,2      | 10,6     | 19,1     | 13,2     | 12,0 |
| Precipitazioni (mm)                | 73     | 78     | 93     | 67     | 71     | 40     | 21     | 49     | 71     | 106    | 97     | 60     | 211      | 231      | 110      | 274      | 826  |
| Giorni di pioggia                  | 6      | 5      | 7      | 6      | 7      | 5      | 2      | 4      | 5      | 7      | 7      | 5      | 16       | 20       | 11       | 19       | 66   |
| Eliofania assoluta (ore al giorno) | 3,8    | 4,5    | 5,2    | 5,9    | 6,3    | 7,2    | 8,6    | 7,9    | 6,5    | 5,4    | 3,8    | 3,7    | 4,0      | 5,8      | 7,9      | 5,2      | 5,7  |
| Vento (direzione-m/s)              | NW 3,2 | NW 3,2 | NW 3,2 | NW 3,1 | NW 3,0 | NE 2,8 | NW 2,7 | NW 2,6 | NW 2,8 | NW 3,0 | NW 3,3 | NW 3,3 | 3,2      | 3,1      | 2,7      | 3,0      | 3,0  |